# 24102 Жаккассіні
24102 Жаккассіні (24102 Jacquescassini) — астероїд головного поясу, відкритий 9 листопада 1999 року.
Тіссеранів параметр щодо Юпітера — 3,387.